# Саялонга
Саялонга (ісп. Sayalonga) — муніципалітет в Іспанії, у складі автономної спільноти Андалусія, у провінції Малага. Населення — 1555 осіб (2010).
Муніципалітет розташований на відстані близько 400 км на південь від Мадрида, 36 км на схід від Малаги.
На території муніципалітету розташовані такі населені пункти: (дані про населення за 2010 рік)
- Корумбела: 234 особи
- Саялонга: 1321 особа

## Демографія
Динаміка населення (INE ):

## Галерея зображень

Розташування муніципалітету у провінції Малага
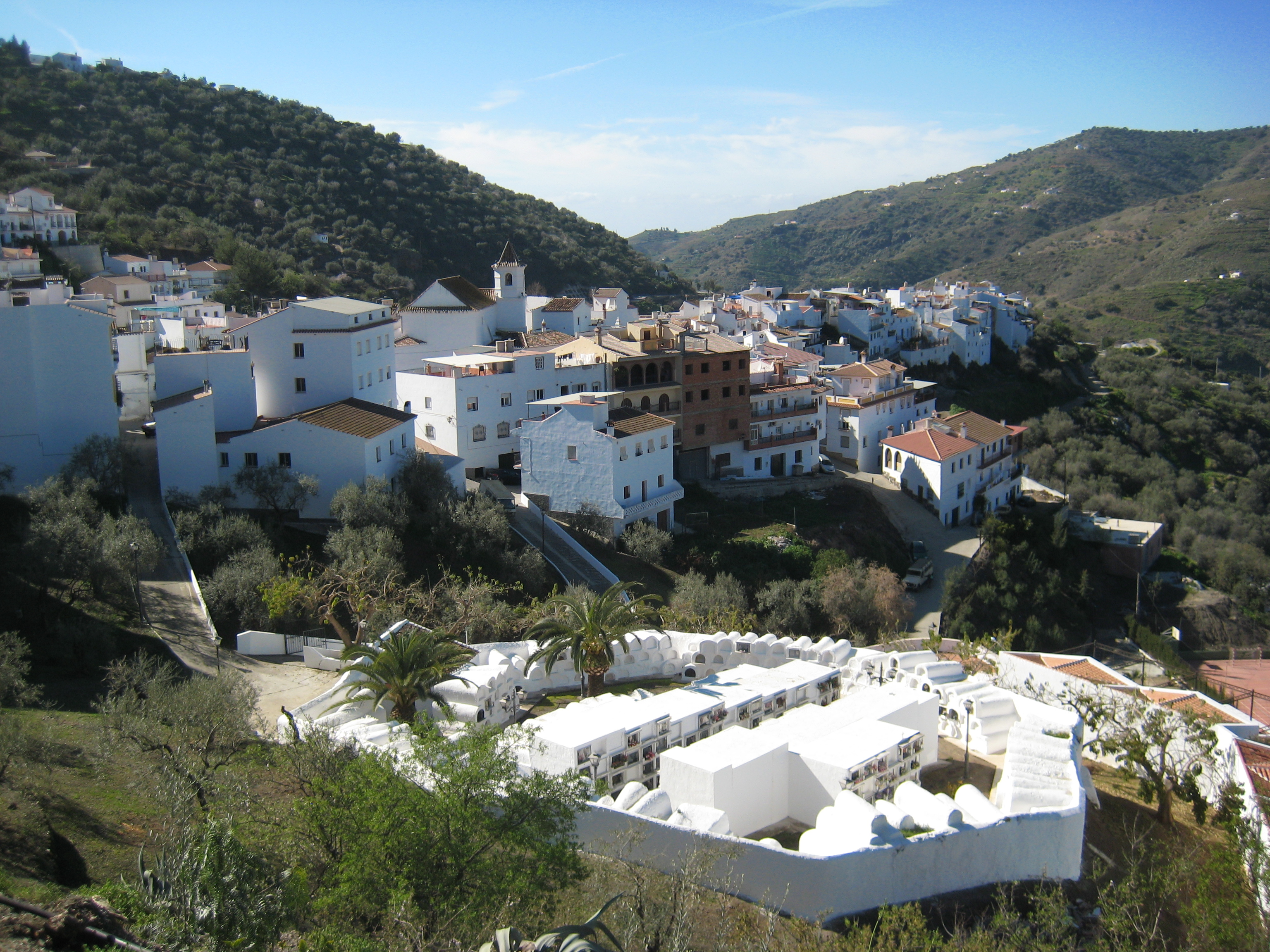
Саялонга